# Shiloh (Comtat de Montgomery)
Shiloh és una concentració de població designada pel cens del Comtat de Montgomery (Ohio) als Estats Units d'Amèrica.

## Demografia
Segons el cens dels Estats Units del 2000 Shiloh tenia 11.272 habitants., 5.700 habitatges, i 2.736 famílies. La densitat de població era de 1.133,4 habitants per km².
Dels 5.700 habitatges en un 18,8% hi vivien nens de menys de 18 anys, en un 33,5% hi vivien parelles casades, en un 11,4% dones solteres, i en un 52% no eren unitats familiars. En el 45,5% dels habitatges hi vivien persones soles el 15,2% de les quals corresponia a persones de 65 anys o més que vivien soles. El nombre mitjà de persones vivint en cada habitatge era d'1,91 i el nombre mitjà de persones que vivien en cada família era de 2,68.
Per edats la població es repartia de la següent manera: un 17,3% tenia menys de 18 anys, un 7,9% entre 18 i 24, un 28% entre 25 i 44, un 25,8% de 45 a 60 i un 21,1% 65 anys o més.
L'edat mediana era de 43 anys. Per cada 100 dones de 18 o més anys hi havia 79,5 homes.
La renda mediana per habitatge era de 35.489 $ i la renda mediana per família de 48.109 $. Els homes tenien una renda mediana de 34.785 $ mentre que les dones 30.205 $. La renda per capita de la població era de 22.532 $. Aproximadament el 5% de les famílies i el 10% de la població estaven per davall del llindar de pobresa.

## Poblacions properes
El següent diagrama mostra les poblacions més properes.